# Льва Толстого (Самарська область)
Льва Толстого (рос. Льва Толстого) — селище в Алексєєвському районі Самарської області Російської Федерації.
Населення становить 30 осіб. Входить до складу муніципального утворення сільське поселення Гавриловка.

## Історія
Від 2005 року входило до складу муніципального утворення сільське поселення Гавриловка.

## Населення
| 1986 | 2002 | 2010 | 2014 | 2015 |
| ---- | ---- | ---- | ---- | ---- |
| 63   | ↘49  | ↘36  | ↘33  | ↘30  |